# James Edward McManus
James Edward McManus, auch Jaime Eduardo McManus, CSsR (* 10. Oktober 1900 in Brooklyn, New York City; † 3. Juli 1976 in Long Branch, New Jersey) war ein US-amerikanischer Geistlicher.
McManus war das achte von neun Kindern von William McManus und seiner Frau Elizabeth. Ab 1915 besuchte er das St. Mary’s College, ein Vorbereitungseminar der Redemptoristen in Pennsylvania. Zwischen 1922 und 1928 studierte er am Mount S. Alphonsus Seminary in Esopus. Er legte am 2. August 1922 die einfache Profess bei den Redemptoristen ab und genau drei Jahre später die ewige Profess. Am 19. Juni 1927 weihte der Erzbischof von New York, Patrick Joseph Hayes, ihn in Esopus, New York, zum Bischof. Ab 1929 war er in der Mission in Caguas in Puerto Rico tätig. 1937 erwarb er einen Doktor in Kirchenrecht an der Katholischen Universität von Amerika. Danach lehrte er bis 1940 Kirchenrecht am Mount St. Alphonsus Seminar. Anschließend kehrte er Puerto Rico zurück. Papst Pius XII. ernannte ihn am 10. Mai 1947 zum Bischof von Pounce in Puerto Rico. Am 1. Juli 1947 spendete ihn William Tibertus McCarty, CSsR, Weihbischof des Militärordinariates der USA, die Bischofsweihe. Mitkonsekratoren waren Aloysius Joseph Willinger, CSsR, Koadjutorbischof von Monterey-Fresno und ehemaliger Bischof von Ponce, sowie William David O’Brien, Weihbischof in Chicago. Am 1. August 1947 wurde er als Bischof von Ponce inthronisiert. 1948 errichtete er die Päpstliche Katholische Universität von Puerto Rico. McManus nahm an der ersten, zweiten und vierten Sitzungsperiode des Zweiten Vatikanischen Konzils als Konzilsvater teil. Am 18. November 1963 nahm Papst Paul VI. seinen Rücktritt aus gesundheitlichen Gründen als Bischof von Ponce an und ernannte ihn zum Titularbischof von Benda sowie zum Weihbischof in New York. Am 10. Oktober 1970 nahm der Papst seinen Rücktritt als Weihbischof an.